# Rosa Hagenauer

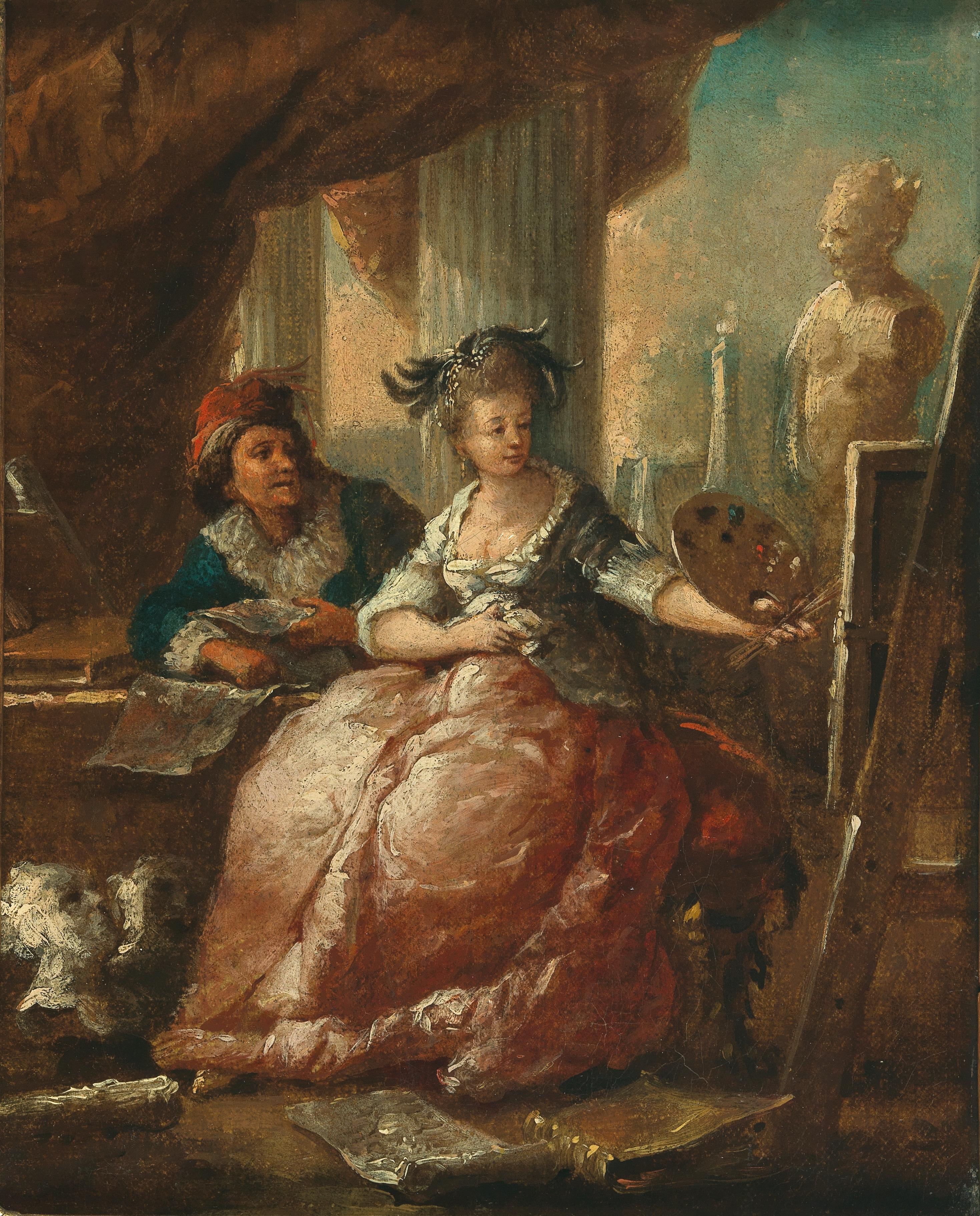
Atelierszene, vermutlich Selbstporträt Rosa Hagenauers mit Ehemann

Maria Rosa Hagenauer (geb. Barducci, * um 1744 in Florenz, Großherzogtum Toskana; † 18. Januar 1786 in Wien) war eine italienisch-österreichische Malerin und Wachsmodelleurin.

## Leben
Maria Rosa Barducci war die Tochter des Ökonomen Giuseppe Barducci, der im Dienst eines „Marquis Albuzi“ in Florenz stand, und dessen Ehefrau Margarita Maria Angela Mori. Die teilweise zu findende Annahme, der Vater sei ebenfalls Maler gewesen und womöglich aus einer Augsburger Familie mit italienischen Wurzeln stammend, ist falsch. Auf seiner Italienreise lernte der Bildhauer Johann Baptist Hagenauer (der sich in Bologna, Florenz und Rom fortbildete) Rosa Barducci kennen. Sie kehrte im Juni 1764 zusammen mit Hagenauer nach Salzburg zurück und heiratete diesen am 26. November 1764 im Salzburger Dom. Im Trauungseintrag wird Rosa Barducci als „Hofmahlerin“ bezeichnet.
Gemäß einem Tagebucheintrag des Salzburger Benediktinerpaters Beda Hübner von 1766 beherrschte Rosa Hagenauer nur wenig Deutsch und er musste sich mit ihr auf „Wälschlich“ (Italienisch) verständigen.
Die meisten Hinweise zu Rosa Hagenauers Leben finden sich in den Briefen Leopolds und Wolfgang Amadeus Mozarts, in denen sie ausschließlich Madame Rosa genannt wird. Als sich Leopold Mozart 1770 in Florenz aufhielt, sollte er im Auftrag Rosa Hagenauers deren Mutter einen Besuch abstatten. Allerdings stritt Margarita Barducci vehement ab, eine Tochter in Salzburg oder überhaupt Kinder zu haben.
Im August 1773 siedelte Rosa Hagenauer nach Wien über, wo sie zunächst beim Maler Joseph Roos wohnte, einige Monate später folgte ihr Ehemann nach. Fortan lebten sie im „Akademischen Kollegium“, in der Alten Universität gegenüber der Aula.
1781 ersuchte Wolfgang Amadeus Mozart zunächst vergeblich ein Porträt bei Hagenauer einzufordern. Die Malerin hatte bereits mehrfach zugesichert, das Gemälde Mozart zu übersenden. Allerdings konnte Mozart erst nach mehreren Wochen Hagenauer zur Herausgabe bewegen. Um was für ein Porträt es sich hierbei handelte, ist unklar, vermutlich nicht um das Bildnis der Anna Maria Mozart. Von einem ähnlichen Fall berichtet Leopold Mozart 1773, wonach Hagenauer das Porträt eines Genfer Uhrenhändlers diesem nicht aushändigen wollte.
Am 15. Dezember 1781 stattete Kaiser Joseph II. im Rahmen einer Besichtigung der Universität auch dem Atelier des Ehepaars Hagenauer einen Besuch ab. In Begleitung des Kaisers befanden sich unter anderem der russische Großfürst Paul sowie dessen Ehefrau Sophie Dorothee von Württemberg. Die hohen Gäste würdigten die Gemälde Rosa Hagenauers mit „gnädigste[m] Beyfall“ und „belobten“ jene „nicht minder“ als die Arbeiten Johann Baptists.
Rosa Hagenauer verstarb im Alter von 42 Jahren an der „Lungensucht“ und wurde am 20. Januar 1786 auf dem Sankt Marxer Friedhof beigesetzt. In ihrem Testament hatte sie verfügt, dass ihr Ehemann ihrer Mutter Margarita monatlich einen Dukaten zukommen lassen solle.

## Werk
In erster Linie fertigte Rosa Hagenauer Porträts an, darunter von Salzburger Persönlichkeiten wie Erzbischof Sigismund III. Christoph von Schrattenbach, Mitglieder der Familie Hagenauer oder dem Salzburger Arzt Franz Joseph Niderl von Aichegg (1719–1773, dieses Gemälde hatte Leopold Mozart nach dem Tod des Arztes bei Hagenauer in Auftrag gegeben). Für ein 1773 übergebenes Bildnis Kaiser Joseph II. wurde Hagenauer mit einem Honorar in Höhe von 127 Gulden entlohnt. Des Weiteren schuf sie 1765 das Altarbild für die Pfarrkirche Maria, Mutter vom Guten Rat in Böckstein.

Hagenauer arbeitete mit ihrem Ehemann zusammen, erhielt aber auch eigenständig Aufträge. Sie diente Johann Baptist Hagenauer als Modell für Skulpturen und Plastiken, so trägt beispielsweise die Mariensäule in Salzburg Rosa Hagenauers Gesichtszüge. Sie gilt als erste bedeutende Malerin Salzburgs und konnte sich als anerkannte Porträtistin behaupten.

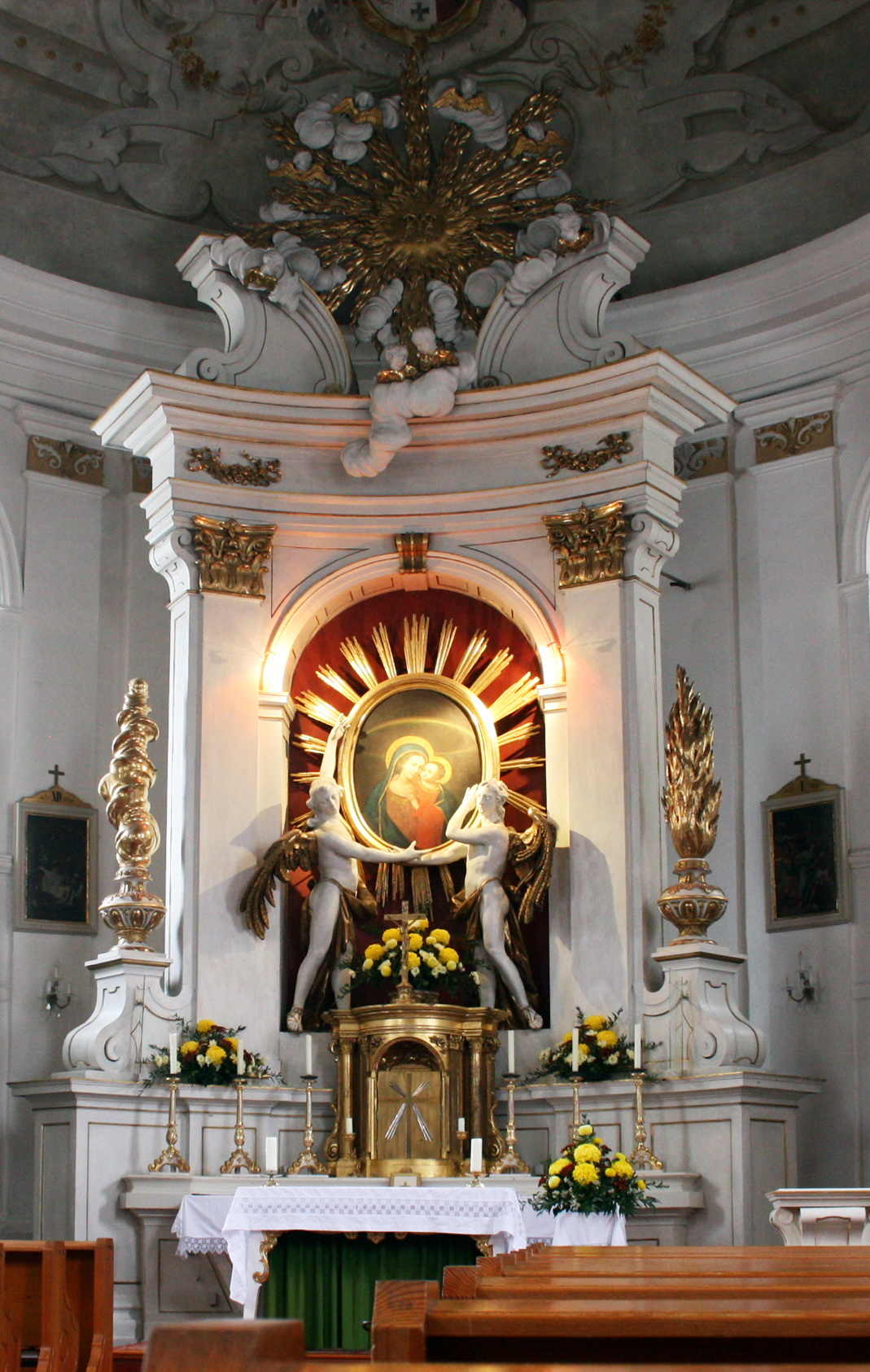
Hochaltar der Pfarrkirche Böckstein mit Altarbild Hagenauers (1765)
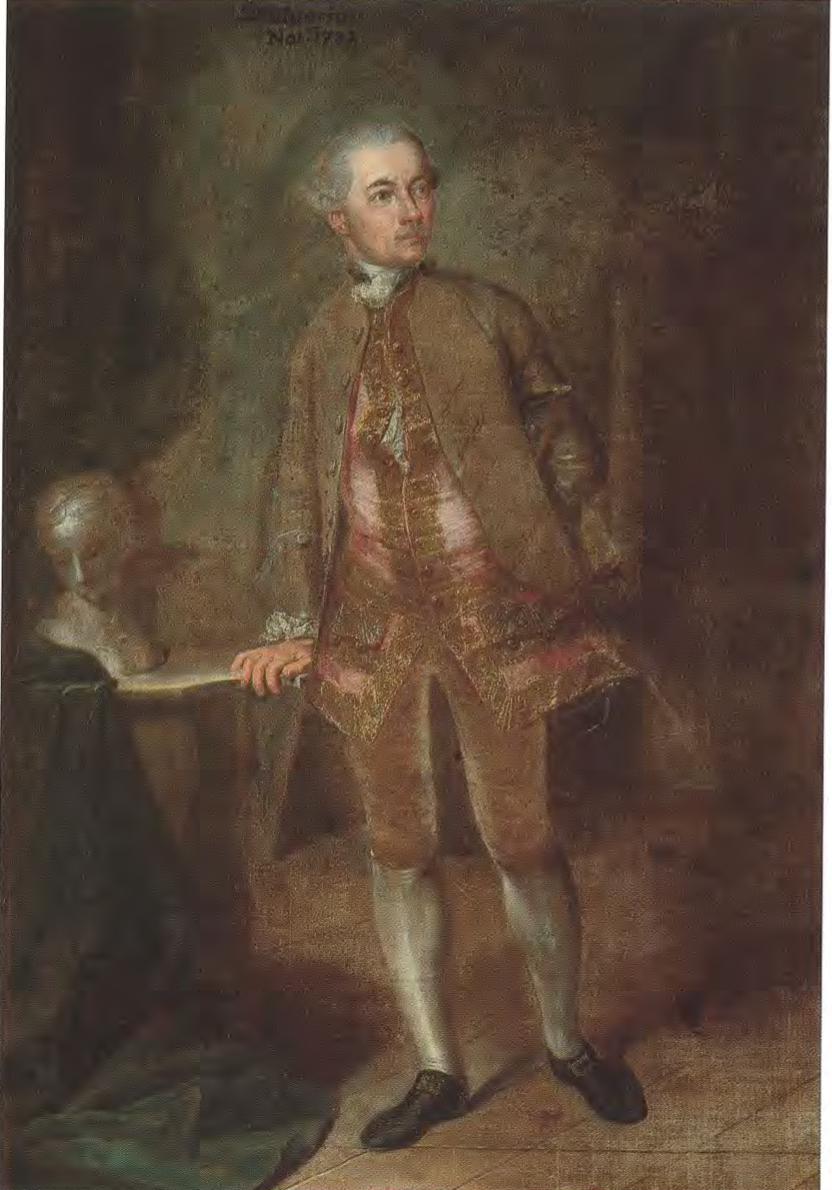
Porträt ihres Ehemanns, Johann Baptist Hagenauer
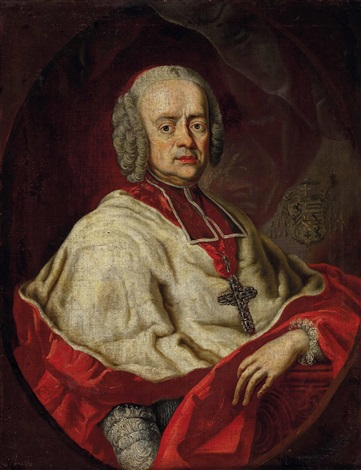
Porträt des Salzburger Erzbischofs von Schrattenbach
Porträt der Anna Maria Mozart (um 1770/75)
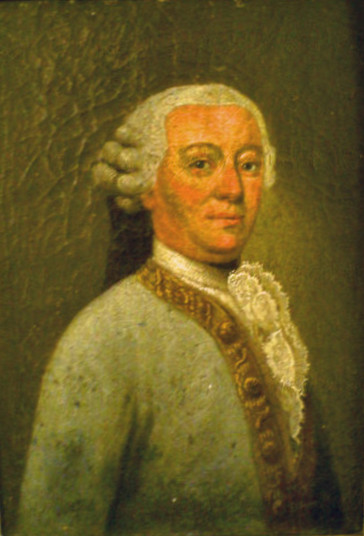
Porträt des Johann Lorenz von Hagenauer (um 1770)
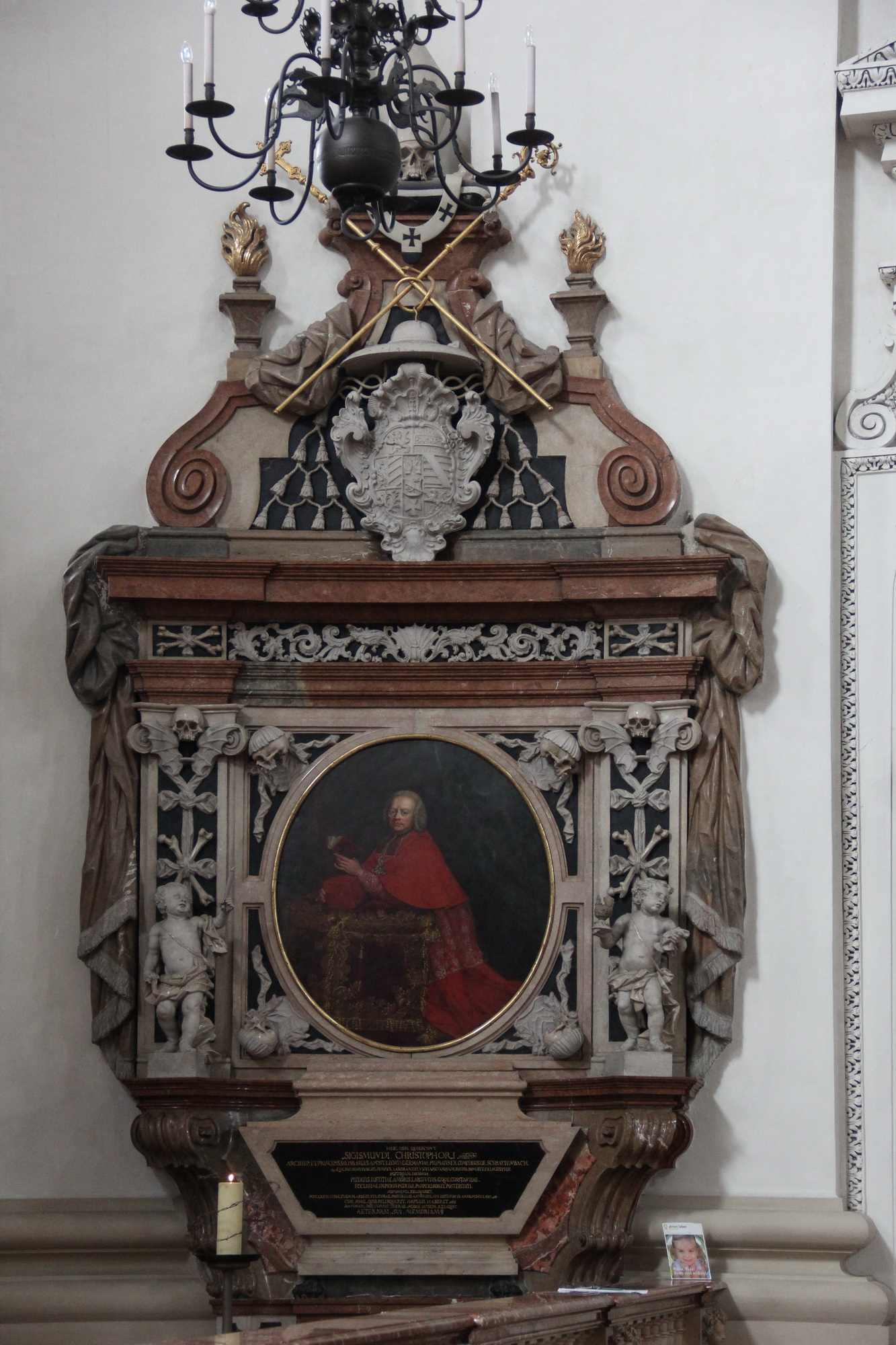
Gemälde des Erzbischofs von Schrattenbach an dessen Grabdenkmal im Salzburger Dom (1772)